# ألان غودال
ألان غودال (بالإنجليزية: Alan Goodall)‏ هو لاعب كرة قدم بريطاني، ولد في 2 ديسمبر 1981 في بيركنهيد ‏ في المملكة المتحدة. لعب مع ستوكبورت كونتي وغريمسبي تاون ونادي بانغور سيتي ونادي تشيسترفيلد ونادي روتشديل ونادي لوتون تاون ونادي موركامب ونيوبورت كونتي.

## وصلات خارجية
- ألان غودال على موقع قاعدة بيانات كرة القدم.إي يو (الإنجليزية)
- ألان غودال على موقع Soccerbase.com (لاعب) (الإنجليزية)